# Université chinoise de Hong Kong
L'université chinoise de Hong Kong (CUHK) est une université publique de recherche située à Sha Tin, dans les Nouveaux Territoires de Hong Kong.
L'université chinoise de Hong Kong (CUHK), communément appelée CUHK, est une université publique de recherche complète et collégiale à Hong Kong. Fondée en 1963 par la fusion du Chung Chi College, du New Asia College et du United College, elle est la première université de recherche à Hong Kong et la seule à adopter un système collégial.
L'histoire de l'université remonte à plusieurs universités chrétiennes fondées en Chine continentale pendant la dynastie Qing. Parmi ses prédécesseurs figurent l'université de Hangchow (fondée en 1845), l'université St. John's de Shanghai (fondée en 1879), l'université Lingnan de Guangzhou (fondée en 1888) et l'université Yenching (fondée en 1919), ainsi que treize autres universités chrétiennes, ce qui fait de la CUHK l'institution d'enseignement supérieur avec la plus longue lignée historique à Hong Kong. Parmi les anciens élèves de ces institutions prédécesseurs, on compte plusieurs chefs d'État et premiers ministres chinois, tels que le président du gouvernement de Beiyang de la république de Chine Wellington Koo, le président par intérim et Premier ministre du gouvernement de Beiyang de la république de Chine Yan Huiqing, le président de la république de Chine Yen Chia-kan, le Premier ministre de la république de Chine T.V. Soong, le Premier ministre et Ministre de la Défense nationale de la république de Chine et président du gouvernement provincial de Taïwan Yu Hung-chun, et le Vice-président de la république populaire de Chine Rong Yiren.
En octobre 2018, les anciens élèves, professeurs et chercheurs de l'université chinoise de Hong Kong (CUHK) avaient collectivement reçu 10 prix Nobel (dont 4 membres de la faculté à CUHK Shenzhen), 1 médaille Fields et 2 prix Turing (dont un récipiendaire enseignant à CUHK Shenzhen). De plus, ils ont reçu d'autres distinctions prestigieuses telles que le prix Wolf en mathématiques, le prix Renaudot et le prix Kluge pour l'ensemble des réalisations en sciences humaines et sociales, plaçant CUHK parmi les meilleures universités d'Asie, derrière seulement l'université de Tokyo et l'université de Kyoto au Japon. Parmi les universitaires de calibre prix Nobel issus du système éducatif de Hong Kong, les deux tiers sont affiliés à CUHK en tant qu'anciens élèves ou membres de la faculté. Les étudiants de premier cycle de CUHK ont été récompensés par plus de bourses Rhodes que ceux de toute autre université de la région de la Grande Chine. De plus, CUHK est l'une des universités accueillant le plus grand nombre de meilleurs élèves de l'examen de diplôme d'études secondaires de Hong Kong (HKDSE). Le programme Global Physician-Leadership Stream (GPS) de CUHK affiche le score médian d'entrée le plus élevé parmi les programmes de premier cycle à Hong Kong, avec plus de la moitié (60 %) du top 1 % des diplômés du secondaire choisissant de s'inscrire à CUHK. L'université chinoise de Hong Kong est également reconnue par le gouvernement britannique comme l'une des meilleures universités du monde dans le cadre du programme de visa High Potential Individual (HPI).

## Scientométrie
Dans les classements académiques des universités de recherche du monde publié par l'université Jiao-tong de Shanghai ARWU et par Reuters, l’université chinoise de Hong Kong est pour longtemps située à la première place concernant Hong Kong,,,,.

## Personnalités liées à l'université

### Professeurs
- Charles Kao, prix Nobel de physique 2009[6]
- Chen Ning Yang, prix Nobel de physique 1957
- James Mirrlees, prix Nobel d'économie 1996
- Robert Mundell, prix Nobel d'économie 1999
- Pierre Ryckmans, 1963
- Jacques Pimpaneau
- Shing-Tung Yau, Médaille Fields 1982
- Andrew Yao, prix Turing 2000
- Qin Hui, historien libéral
- Ying-shih Yu, prix John-Werner-Kluge 2006
- Rebecca Lee, exploratrice

### Étudiants
- Lau Siu-lai, femme politique
- Small Luk, femme politique et militante intersexe
- Zunzi, caricaturiste